# Hallelujah I Love Her So
Hallelujah I Love Her So –en español: «Aleluya, por eso la amo»– es una canción que fue compuesta por el cantautor estadounidense Ray Charles en 1956 y lanzada en ese mismo año por Atlantic Records. Esta canción posteriormente sería publicada en el álbum Ray Charles en el año 1957 por Atlantic Records.
Esta canción fue un gran éxito, y fue versionada por muchos artistas.
Esta canción fue un preámbulo para un éxito de Ray Charles publicado en 1959 llamado What'd I Say.

## Personal
- Ray Charles: Voz principal
- The Ray Charles Orchestra: Instrumentación
- Jerry Wexler: Productor

## Versión de The Beatles
"Hallelujah I Love Her So" es una canción que fue versionada por The Beatles en Liverpool en sus inicios en la casa de Paul McCartney con otras canciones en el año 1960 pero solo quedó como un demo, y no fue conocido al público sino hasta 1995 en la compilación Anthology 1.      

## Versión de Eddie Cochran
"Hallelujah, I Love Her So" es una adaptación de la canción de Ray Charles por Eddie Cochran. Y fue lanzada por Liberty Records en noviembre de 1959. Y quedó en el puesto #22 en la lista de sencillos del Reino Unido.
- Datos: Q3372281